# Megalagrion adytum
Megalagrion adytum é uma espécie de libelinha da família Coenagrionidae.
É endémica dos Estados Unidos da América.
Os seus habitats naturais são: pântanos.